# 5.º Ejército (Alemania)
El 5.º Ejército (en alemán: 5. Armee) fue un ejército de campo de la Wehrmacht durante la II Guerra Mundial.

## Historia
El 5.º Ejército fue fundado el 25 de agosto de 1939 en el Wehrkreis VI con el General Curt Liebmann al mando. Responsable de la defensa de la Línea Sigfrido en la vecindad de Tréveris como parte del Grupo de Ejércitos C desde el 3 de septiembre, el ejército fue asignado a las tropas de frontera de Eifel (86.ª, 72.ª, 26.ª y 227.ª Divisiones) y el VI Cuerpo de Ejército (16.ª, 69.ª, 211.ª y 216.ª Divisiones de Infantería). También incluía la 58.ª, 87.ª, 78.ª y 268.ª Divisiones en el ejército de reserva. Durante este periodo, conocido como guerra de broma, no tuvo lugar ninguna acción en su sector de la Línea Sigfrido. El 13 de octubre fue transferido al este como Alto Mando de la Sección Fronteriza Central (Oberkommando Grenzabschnitt Mitte). Este sirvió como fuerza de seguridad en la ocupada Polonia. El 4 de noviembre de 1939 fue renombrado como 18.º Ejército.

## Comandantes
| N.º | Retrato | Comandante                                       | Desde                | Hasta                  |
| --- | ------- | ------------------------------------------------ | -------------------- | ---------------------- |
| 1   |         | General der Infanterie Curt Liebmann (1881-1960) | 25 de agosto de 1939 | 4 de noviembre de 1939 |